# Alice non abita più qui
Alice non abita più qui (Alice Doesn't Live Here Anymore) è un film del 1974 diretto da Martin Scorsese.
Il titolo del film è ispirato da una canzone degli anni trenta e lo stile dell'opera passa in rassegna un po' tutti i generi antichi di Hollywood: commedia, musical, mélo.
È stato presentato in concorso al Festival di Cannes 1975. Ellen Burstyn, per l'interpretazione di Alice, è stata premiata con l'Oscar come migliore attrice protagonista del 1975.

## Trama
Alice Hyatt è cresciuta a Monterey in California, ma da sposata vive con il marito Donald e il figlio Tommy di 11 anni a Socorro nel Nuovo Messico. Il marito Donald è un brav'uomo ma è spesso cupo e per niente disposto al dialogo, per cui Alice si sente trascurata. Non fosse per l'amica Bea la vita in questa cittadina di provincia sin troppo tranquilla sarebbe impossibile.
Donald muore in un incidente stradale e Alice, che non ha un lavoro e nessun risparmio, deve ora ingegnarsi per tirare avanti e mantenere un figlio.
L'idea è quella di tornare nella sua Monterey. Prima però di stabilirsi lì, dove Tommy inizierà l'anno scolastico in una nuova scuola, c'è tutta l'estate da poter sfruttare al meglio per guadagnare il più possibile. Venduto tutto e salutata la casa di Socorro e l'amica del cuore, Alice e Tommy partono in auto diretti verso Phoenix, in Arizona, prima tappa di avvicinamento verso la loro destinazione finale. Alice non ha un mestiere ma sa cantare e così si propone nei vari locali della città come cantante di piano bar. Trovato un ingaggio, si stabilisce in un motel e finalmente comincia a guadagnare qualcosa. Quindi conosce Ben, un giovane di 27 anni, 8 meno di lei, col quale inizia una relazione che viene presto troncata non appena lui si rivela essere sposato e violento.
Alice e Tommy decidono dunque di fuggire da Phoenix e da Ben e così si ricomincia tutto di nuovo, questa volta da Tucson. E stavolta Alice non trova lavoro come cantante ma come cameriera. Da "Mel" si lavora sodo e con le mance si arriva a un compenso dignitoso. La sboccata Flo e l'imbranata Vera sembrano rendere più difficile l'ambientamento di Alice che però in poco tempo scopre di aver ritrovato quel calore di cui aveva bisogno.
C'è poi David, un abituale avventore del locale di Mel che ben presto si innamora di lei. Con garbata insistenza vince le resistenze di Alice e la sua diffidenza e dopo aver conquistato anche Tommy, fa finalmente breccia nel suo cuore. David sembra l'uomo perfetto. È divorziato, ha una stupenda fattoria ed è amorevole e premuroso con lei e con il figlio. Quando al compleanno di Tommy ha uno scatto d'ira e alza le mani su questi, Alice ripiomba nello sconforto. Litiga con lui, poi sconvolta non regge le impertinenze del figlio e lo lascia fuori casa per punizione. Quando si accorge di averlo perso si dispera per poi tirare un grande sospiro di sollievo quando poco dopo viene ritrovato. Era solo andato dall'amica Audrey e con lei si era ubriacato.
Qualche giorno più tardi David si ripresenta da Mel e di fronte a tutti promette ad Alice di cambiare e si dice pronto a lasciare tutto pur di stare insieme a lei. Lei, ancora innamorata, lo perdona e tutto sommato è disposta a restare a Tucson dove i suoi sogni non è detto che non potranno realizzarsi anche meglio che altrove. 
Ad Alice non resta che riferire la nuova situazione a Tommy e spiegargli con il dovuto tatto che non si trasferiranno più a Monterey come lui credeva. Ma il bambino ha già capito tutto e rende così più facile il compito della madre dicendosi entusiasta di cominciare la scuola a Tucson e dando il suo assenso alla relazione con David, al quale ha perdonato con ironia lo scatto d'ira avuto al suo compleanno.

## Adattamenti
Il film ha dato vita alla serie televisiva Alice. Creata da Robert Getchell (già sceneggiatore del film) e trasmessa dal 1976 al 1985, la serie mantenne solo in parte il cast originale del film. Vic Tayback reinterpretò per tutte e nove le stagioni il ruolo di Mel, Diane Ladd recitò la parte di Belle in diversi episodi della quinta stagione (il ruolo di Flo venne recitato da Polly Holliday), mentre Alfred Lutter ripropose il ruolo di Tommy solo per l'episodio pilota, venendo sostituito poi da Philip McKeon. I ruoli di Alice e Vera vennero affidati rispettivamente a Linda Lavin e Beth Howland.

## Riconoscimenti
- 1975 - Premio Oscar
  - Miglior attrice protagonista a Ellen Burstyn
  - Nomination Miglior attrice non protagonista a Diane Ladd
  - Nomination Migliore sceneggiatura originale a Robert Getchet
- 1975 - Golden Globe
  - Nomination Miglior attrice in un film drammatico a Ellen Burstyn
  - Nomination Miglior attrice non protagonista a Diane Ladd
- 1976 - Premio BAFTA
  - Miglior film
  - Miglior attrice protagonista a Ellen Burstyn
  - Migliore attrice non protagonista a Diane Ladd
  - Migliore sceneggiatura originale a Robert Getchet
  - Nomination Migliore regia a Martin Scorsese
  - Nomination Miglior attrice non protagonista a Lelia Goldoni
  - Nomination Miglior interprete debuttante a Alfred Lutter
- 1975 - Festival di Cannes
  - Nomination Palma d'Oro a Martin Scorsese
- 1975 - Writers Guild of America
  - Nomination Migliore sceneggiatura originale a Robert Getchet